# Черногорлая хохлатая муравьеловка
Черногорлая хохлатая муравьеловка (лат. Frederickena viridis) — вид птиц из семейства типичных муравьеловковых.

## Распространение
Обитают на Гвианском плоскогорье и в сопредельной северной части Бразилии. Естественной средой обитания этих птиц являются субтропические или тропические влажные равнинные леса.

## Описание
Длина тела 19—20 см, вес 65—75 г. Тяжёлый клюв. Самцы окрашены преимущественно в шиферно-серый цвет, голова, горло и грудь чёрные. На хвосте слабые белые полоски.

## Биология
О рационе известно мало. Питаются насекомыми (представителями Lamellicornia, муравьями и др.) и прочими членистоногими.

## Охранный статус
МСОП присвоил виду охранный статус LC.